# Вількув (гміна, Намисловський повіт)
Гміна Вількув (пол. Gmina Wilków) — сільська гміна у південно-західній Польщі. Належить до Намисловського повіту Опольського воєводства.
Станом на 31 грудня 2011 у гміні проживало 4644 особи.

## Територія
Згідно з даними за 2007 рік площа гміни становила 100.57 км², у тому числі:
- орні землі: 90.00%
- ліси: 2.00%

Таким чином, площа гміни становить 13.45% площі повіту.

## Населення
Станом на 31 грудня 2011:
| Опис     | Загалом | Загалом | Чоловіки | Чоловіки | Жінки | Жінки |
| -------- | ------- | ------- | -------- | -------- | ----- | ----- |
| одиниця  | осіб    | %       | осіб     | %        | осіб  | %     |
| все      | 4644    | 100     | 2332     | 50.22    | 2312  | 49.78 |
| міське   | 0       | 100     | 0        |          | 0     |       |
| сільське | 4644    | 100     | 2332     | 50.22    | 2312  | 49.78 |

## Сусідні гміни
Гміна Вількув межує з такими гмінами: Берутув, Дзядова Клода, Намислув.